# Centralfåran

Centralfåran markerad med rött.

Centralfåran (lat. sulcus centralis alt. sulcus Rolandi) skiljer frontal- och hjässloben åt. Den sitter, som namnet antyder, mitt på hjärnans superiora yta. Anteriort om centralfåran ligger främre centralvindlingen, som är primärt motoriskt cortex. Posteriort om fåran ligger bakre centralvindlingen, som är primärt somatosensoriskt område.
Anatomiskt sträcker sig centralfåran från längsgående hjärnspringan, (fissura longitudinalis cerebri), nästan ända ner till sidofårans posteriora del. Dessa separeras dock av en vindling, och ansluter aldrig till varandra.